# Vicente Di Paola
Vicente Domingo Di Paola Cammarota, noto in Italia come Vincenzo Di Paola (Buenos Aires, 12 agosto 1923 – ...), è stato un calciatore argentino, di ruolo centrocampista.

## Carriera
Viene acquistato dalla Roma nel 1946, proveniente dagli argentini dell'Almagro. Nelle prime due stagioni in giallorosso giocò titolare, mentre alla fine della terza stagione venne ceduto al Pisa, in Serie B.